# پریموژ اولاگا
پریموژ اولاگا (اسلوونیایی: Primož Ulaga؛ زادهٔ ۲۰ ژوئیهٔ ۱۹۶۲) اسکی‌باز پرش اسلوونیایی‌تبار اهل یوگسلاوی بود.